# Federal Dam (Minnesota)
Pour les articles homonymes, voir Federal Dam.
Federal Dam est une ville américaine située dans le Comté de Cass, dans le Minnesota. Selon le recensement de 2010, sa population est de 110 habitants.